# Kamienica przy ulicy Wita Stwosza 15 we Wrocławiu
Kamienica przy ulicy Wita Stwosza 15 – zabytkowa kamienica o rodowodzie średniowiecznym znajdująca się przy ulicy Wita Stwosza we Wrocławiu.

## Historia kamienicy

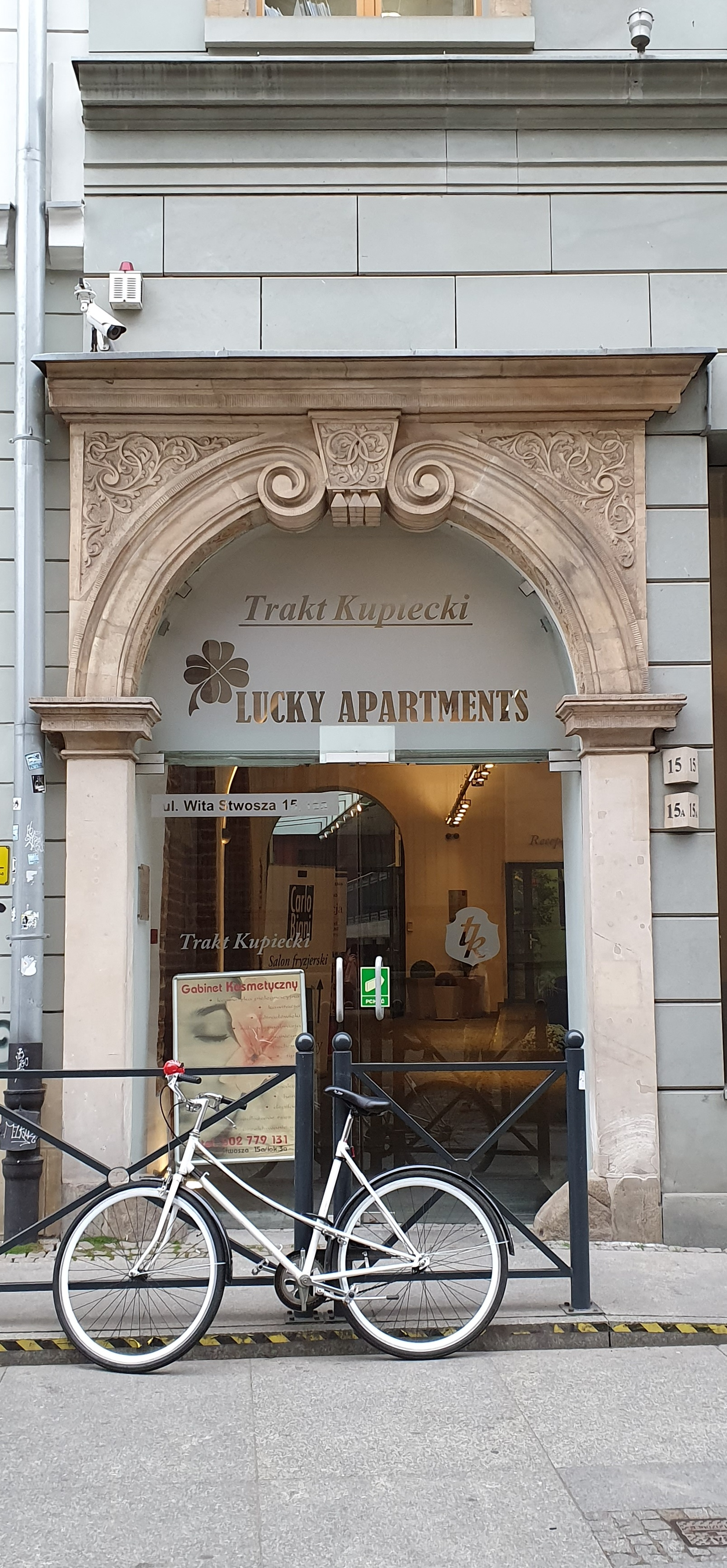
Portal wejściowy do kamienicy

Pierwsza murowana, dwutraktowa kamienica na działce nr 15 została wzniesiona w XIV wieku na planie prostokąta i miała układ szczytowy. Zajmowała zachodnią część obecnej parceli nr 15 i część wschodniej parceli nr 14. W kolejnych latach wybudowano budynek we wschodniej części parceli, a następnie oba budynki połączono. Jej gotyckie sklepienia kolebkowe zachowały się do dzisiaj. W tym samym okresie wybudowano oficynę w zachodniej części parceli.
W okresie renesansu kamienica została przebudowana; m.in. otrzymała polichromowane drewniane stropy, a przejazdowa sień otrzymała sklepienie kolebkowe z lunetami. Na planie miasta autorstwa Brauna i Hogenberga budynek ma trzy kondygnacje i pokryty jest dwuspadowym dachem.
W pierwszej tercji XVIII wieku jej czteroosiowa fasada została zmieniona, nadając jej bardziej barokowy wygląd: do trzykondygnacyjnego budynku dodano dwuosiowy szczyt, zwieńczonym segmentowym przerywanym naczółkiem otoczonym wolutowymi spływami. W lewej osi umieszczono portal z półkolistym otworem drzwiowym, zamkniętym od góry wolutowo skręconym profilowaniem i zwornikiem ozdobionym roślinnym reliefem. W przyczółkach portalu umieszczone zostały płaskorzeźbione dekoracje przedstawiające motywy wici roślinnej. Portal prowadził do sieni przejazdowej przykrytej sklepieniem kolebkowym z lunetami.
W drugiej połowie XIX wieku, za sprawą ówczesnego właściciela Augusta Schecke, kamienica przechodziła kolejne przeobrażenia, kolejne zmiany: w 1861 roku, w narożu pomiędzy oficyną południową a murem granicznym wybudowano latrynę, w 1863 roku przebudowana została oficyna w części parterowej, zmieniając funkcjonalność pomieszczeń z gospodarczych na mieszkalne.
Największych zmian dokonano około 1879 roku. Na podstawie projektu architekta F. Krauera usunięto wówczas barokowy szczyt oraz wystrój fasady z wyjątkiem portalu; gzyms wieńczący portal ozdobiono leżącymi wolutami. Środkowa część fasady, w najwyższej części kondygnacji została zaakcentowana płaskim pseudoryzalitem, podzielonym korynckimi pilastrami, zakończonymi w części dachu trójkątnym naczółkiem zdobionymi akroterionami. Elewacja na całym budynku była zdobiona boniami. Kamienicy nadano kształt czterokondygnacyjnego budynku o klasycystycznych formach, dwutraktowego, z podpiwniczeniem i z dwoma oficynami (boczną i tylną). Przebudowano i powiększono również oficynę południową i północną. W 1882 i w 1891 roku przebudowano okna parteru.
W 1929 roku, w południowo-zachodnim narożu budynku na potrzeby wynajmującego pomieszczenia księgarni, umieszczono schody komunikujące I i II piętro. W latach 40. XX wieku wzmocnione cegłami zostały sklepienia w piwnicy.

## Właściciele i użytkownicy kamienicy
W 1837 roku właścicielem kamienicy był kupiec i bankier F. Schreiber. W tym okresie w budynku mieszkał m.in. tajny radca rządowy i pierwszy dyrektor Śląskiego Instytutu Kredytowego, baron von Gasson. W latach 60. XIX wieku kamienica została zakupiona przez kupca Augusta Schecke i pozostawała jego własnością do 1910 roku. Kolejnym właścicielem kamienicy (po 1910) do 1945 roku był wydawca Alfred Preuss (Alfred Preuß).  
W latach 1860–1880 w kamienicy na parterze znajdował się sklep meblowy Kobylińskiego. W kolejnych latach do 1945 roku, na parterze i I piętrze swoją siedzibę miało wydawnictwo, księgarnia i czytelnia „Trewendt & Granier”. Firma wydawnicza założona przez Eduarda Trewendta w 1845 roku, od 1850 roku przekształciła się w spółkę. Drugim wspólnikiem został Juliusz Granier. Wydawnictwo jako spółka istniało do 1857 roku, a następnie funkcjonowało pod kierownictwem samego Eduarda Trewendta, jego żony Augusty, a od 1874 roku jego syna Ernsta i od 1875 Hansa. Wydawnictwo specjalizowało się głównie w wydawaniu kalendarzy, pozycji tworzących bibliotekę młodzieżową Trewendta, książek szkolnych, a w tym książek religijnych niemieckiego protestanckiego teologa Theodora Koldego i tablic historycznych Eduarda Cauera. Wydawało także „Encyklopädie der Naturwissenschaften”. W 1876 roku Hans Trewendt założył drukarnię, w której drukował „Breslauer Zeitung” i którą kierował do 1893 roku. Od 1891 roku właścicielem księgarni Trewendta i Graniera był Alfred Preuß.

## Po 1945
Podczas działań wojennych w 1945 roku kamienica, głównie elewacja, uległa zniszczeniu. Odremontowana została w 1969 roku, a w latach 1997–1999 podczas kapitalnego remontu zrekonstruowano na elewacji detale architektoniczne. W 2005 roku została wyremontowana dawna oficyna znajdująca się pod numerem Wita Stwosza 15a. Wraz z kamienicą nr 15 tworzy ona kompleks biurowo-handlowo-mieszkalny „Trakt Kupiecki”. Autorem projektu modernizacji był wrocławski architekt Edward Lach.